# L'Hôtel du libre échange
Pour les articles homonymes, voir L'Hôtel du libre échange (homonymie).
L'Hôtel du libre échange est une pièce de théâtre  en trois actes de Georges Feydeau, écrite en collaboration avec Maurice Desvallières, représentée pour la première fois à Paris le 5 décembre 1894, au théâtre des Nouveautés. Ce vaudeville connait un succès considérable (plus de 350 représentations) et est aujourd'hui une des œuvres les plus célèbres de Feydeau.

## Résumé
Pinglet, entrepreneur en bâtiment marié à une femme peu séduisante, est épris de l'épouse de son ami et associé, l'architecte Paillardin, absolument pas porté sur la chose. Celui-ci devant s'absenter, Mme Paillardin, lassée de l'attitude négligente de son mari, accepte le rendez-vous secret que lui fixe Pinglet. Les deux terminent leur soirée dans un hôtel de dernier ordre, l'hôtel du libre échange. Ce qu'ils ignorent, c'est que Paillardin s'y trouve également. De plus, personne ne se doute que l'hôtel est aussi le lieu de rendez-vous de la bonne de Pinglet et du neveu de Paillardin. Enfin, personne ne sait que Mathieu, un ami de province descendu à Paris avec ses quatre filles, loge lui aussi à l'hôtel du libre échange. La table est donc mise pour que se multiplient mensonges et quiproquos.

## Contexte
L’Hôtel du libre-échange est la troisième pièce de Feydeau à être présentée en 1894 après Un Fil à la patte et Le Ruban. Si le succès de L’Hôtel du libre échange consolide la réputation de Feydeau, l’œuvre marque aussi la fin d’une collaboration de plus de six ans entre Feydeau et Maurice Desvallières.
L'adpatation en 2025 à l'Odéon-théâtre de l'Europe à Paris est celle mise en scène par Stanislas Nordey.

## Adaptations
La pièce a été adaptée :
- au cinéma :
  - par Marc Allégret en 1934. Le film met en vedette Fernandel, Raymond Cordy, Ginette Leclerc et Saturnin Fabre ;
  - par Hasse Ekman en 1964 sous le titre Äktenskapsbrottaren ;
  - par Peter Glenville en 1967 sous le titre Hotel Paradiso. Alec Guinness, Gina Lollobrigida et Robert Morley se partagent les rôles principaux.

- à la télévision :
  - par Guy Seligmann en 1979, avec notamment Jean Poiret, Danielle Volle, Jean-Pierre Darras, Pierre Mondy, Marthe Mercadier (voir ci-dessous).
  - réalisation Michel Fabre, mise en scène de Franck Lapersonne pour France 3 en 1994, théâtre de la Michodière, avec notamment Martin Lamotte, Marie Lenoir, Chantal Ladesou, Philippe Khorsand, Maurice Risch, Marie-Bénédicte Roy, Yannick Debain.
  - par Raymond Acquaviva en 2015 pour France 2. Direction artistique : Jean-François Varlet ; décors : Stéphanie Jarre. Ce sont des présentateurs de la chaîne télévisée France 2 qui se partagent tous les rôles (voir ci-dessous).
  - par la Comédie-Française en 2017, mise en scène Isabelle Nanty et réalisation Vitold Grand'Henry, Salle Richelieu, avec notamment Michel Vuillermoz, Laurent Lafitte, Anne Kessler, Christian Hecq, Julien Frison, diffusée sur France 5.

### Réalisation télévisuelle de Guy Seligmann - 1979
Distribution :
- Jean Poiret : Benoît Pinglet
- Marthe Mercadier : Angélique Pinglet
- Danielle Volle : Marcelle Paillardin
- Jean-Pierre Darras : Mathieu
- Pierre Mondy : Henri Paillardin
- Annick Blancheteau : Victoire, la bonne
- Bernard Lanneau : Maxime, l'étudiant courtisé par Victoire
- Sophie Edelman : Une fille de Mathieu
- Eva Ionesco : Une fille de Mathieu
- Nathalie Rheims : Une fille de Mathieu
- François Lalande : Bastien, le réceptionniste de l'hôtel
- Nathalie Schmidt : Une fille de Mathieu
- Jean-Paul Farré : Boulot , garçon d'hôtel
- Jean-Louis Jacopin : Ernest, qui vient a l'hôtel ave sa maîtresse
- Jean-Pol Dubois : Chervet, le mauvais payeur de l'hôtel
- Huguette Funfrock : une "grande dame" qui vient à l'hôtel avec son amant Ernest
- Jacques Debary : le commissaire Boucard

### Réalisation télévisuelle de Raymond Acquaviva - 2015
Distribution de la pièce avec les animateurs de France 2, mise en scène de Raymond Acquaviva :
- Thierry Beccaro : Benoît Pinglet, architecte
- Virginie Guilhaume : Marcelle, la femme de Paillardin et amante de Pinglet
- Bruno Guillon : Henri Paillardin, le meilleur ami de Pinglet
- Valérie Maurice : Angélique, la femme de Pinglet
- Patrice Laffont : Mathieu, ami du couple Pinglet
- Damien Thévenot : Maxime, neveu de Paillardin et étudiant en philosophie
- Carinne Teyssandier : Victoire, la bonne des Pinglet et petite-amie de Maxime
- Tex : Le commissaire Boucard
- Henry-Jean Servat : M. Bastien, le patron de l'Hôtel du Libre-échange
- Willy Rovelli : Boulot, l'employé de l'Hôtel du Libre-échange
- Frédéric Zeitoun : Le tailleur de Mme Pinglet (référence à la pièce Tailleur pour dames)
- Nelson Monfort : Le commissionnaire principal
- Philippe Collignon : Le premier commissionnaire
- Alexandre Marcellin : Le deuxième commissionnaire
- Alex Jaffray : Le troisième commissionnaire
- André Bouchet : Un des deux apaches
- Anthony Laborde : Un des deux apaches
- Sylvie Adigard : Eugénie, la bonne de l'Hôtel du Libre-Echange (référence à la pièce La Puce à l'oreille)
- Evelyne Leclercq : La Chervet, artiste lyrique, virée de l'Hôtel du Libre-échange
- Gérard Holtz : Le bel Ernest
- Béatrice Benoît-Gonin : Une marquise qui accompagne le Bel Ernest à l'Hôtel du Libre-échange
- Olivier Minne : Un des deux hommes du trio libertin (référence à la pièce La Dame de chez Maxim)
- Laurent Luyat : Un des deux hommes du trio libertin (référence à la pièce La Dame de chez Maxim)
- Isabelle Martinet : La Môme Crevette, femme du trio libertin (référence à la pièce La Dame de chez Maxim)
- Michel Drucker : Homme du couple qui surprend Pinglet et Mme Paillardin (référence à la pièce Un fil à la patte)
- Sophie Davant : Femme du couple qui surprend Pinglet et Mme Paillardin (référence à la pièce Un fil à la patte)
- Igor Bogdanoff : Un policier
- Grichka Bogdanoff : Un policier
- Jean-Baptiste Marteau : Un policier
  - Le casting est complété par trois comédiennes professionnelles Pia Chavanis, Andréa Tiberghien et Myrtille Carpentier qui jouent les trois filles de Mathieu

## Autour de la pièce
- Une partie de la pièce est censée se dérouler à l'Hôtel du libre échange, sis 220 rue de Provence. Ce numéro n'existe pas dans cette rue qui n'est pas si longue.